# Drino cubaecola
Drino cubaecola là một loài ruồi trong họ Tachinidae.